# Kalvarienbergkirche (Liezen)

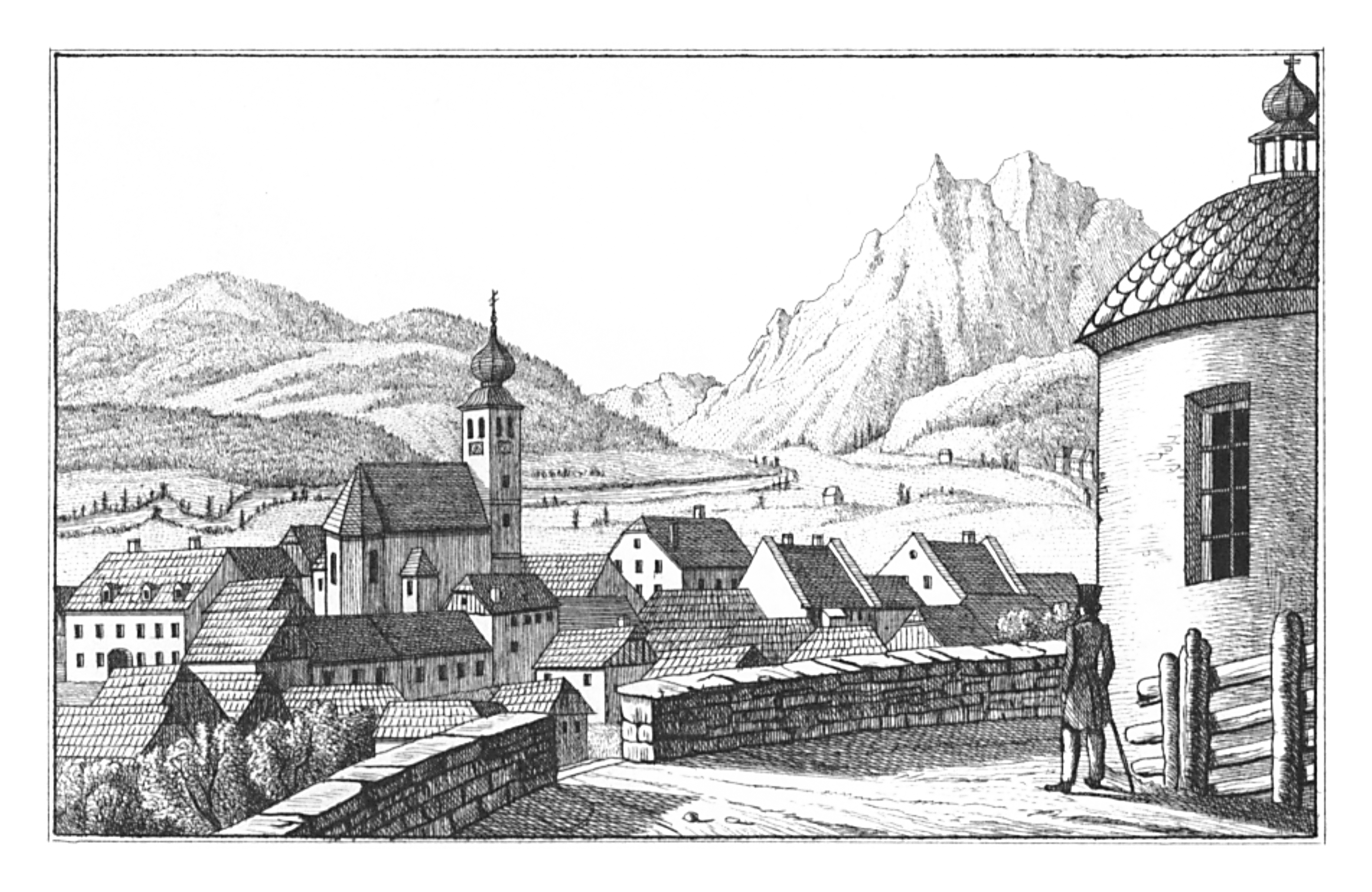
Blick vom Kalvarienberg auf die Stadt Liezen (1830)

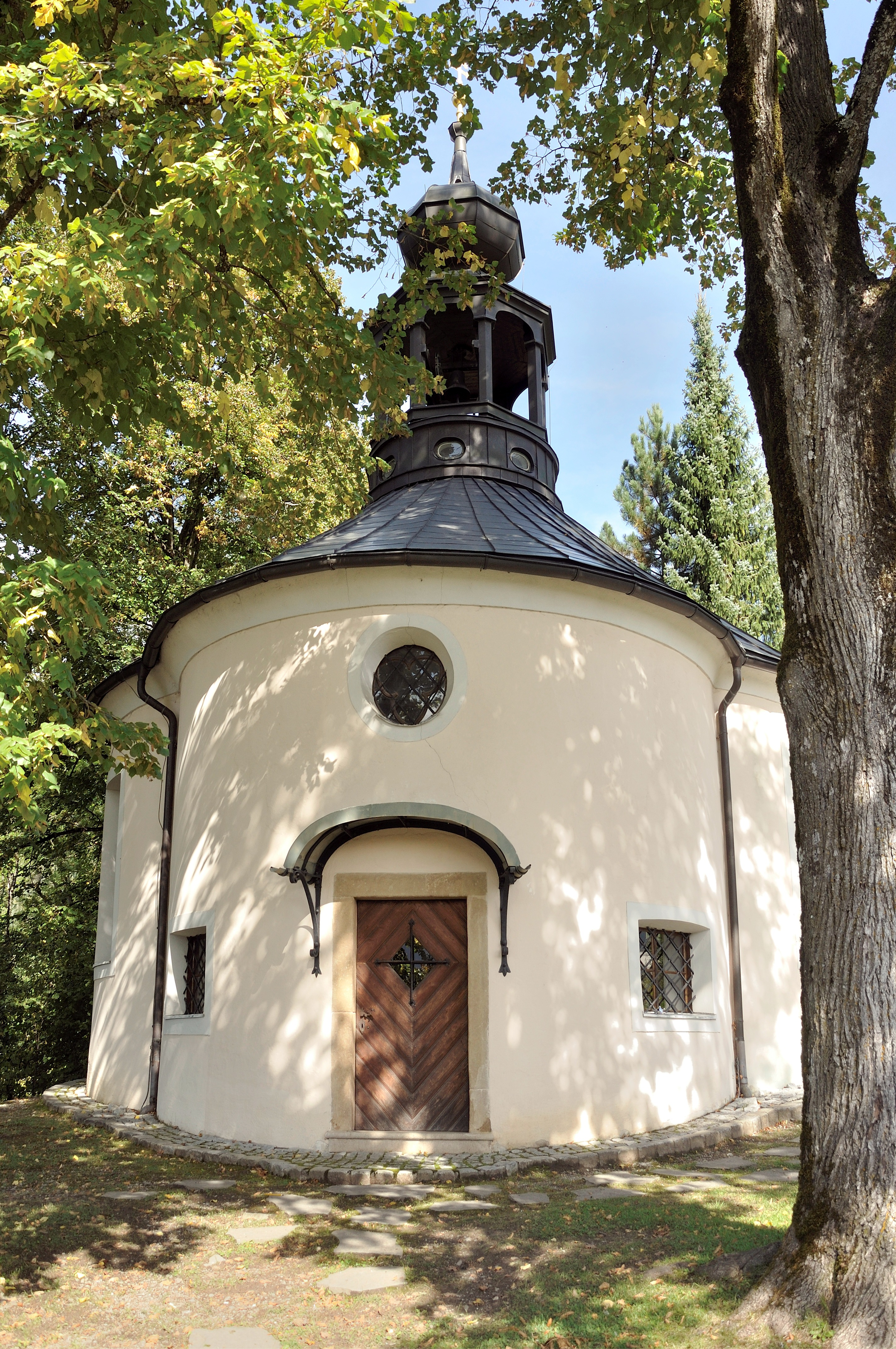
Liezen, Kalvarienbergkapelle

Die Kalvarienbergkirche ist eine zur Pfarrkirche Liezen gehörende Kapelle in der Stadtgemeinde Liezen in der Steiermark. Das Gebäude steht unter Denkmalschutz (Listeneintrag).

## Geschichte
Die Stiftung der Liezener Kalvarienbergkirche erfolgte anlässlich der Pestepidemie von 1715, ihr Bau wurde um 1720/30 errichtet. 1755 wurde auf Antrag des Liezener Pfarrvikars die Messelizenz erteilt. 1831 erfolgte eine erste Wiederherstellung der Kapelle, deren Emporeneinbau auf dieses Jahr datiert ist, anschließend  wurde der Platz vor der Kirche mit einer Ringmauer umschlossen und mit Lindenbäumen bepflanzt. 1853 ließ der Kammerherr und Kirchenprobst Adalbert Kahls das Kirchengebäude renovieren und mit einem neuen Blechdach versehen. 1912 erfolgte eine weitere Wiederherstellung der Kapelle, die am 19. Oktober 1924 ihre Glocken erhielt, eine letzte Wiederherstellung fand in den Jahren 1986 und 1987 statt.

## Architektur
Die Kalvarienbergkirche wurde als eine barocke, von einem Dachreiter bekrönte Vierkonchenanlage auf einer Anhöhe östlich der Stadt unterhalb des Salbergs erbaut. Der Kirchenraum wird durch eine Kreuzigungsgruppe des Bildhauers Balthasar Prandstätter aus Judenburg beherrscht, die in das zweite Viertel des 18. Jahrhunderts datiert wird und neben Christus die beiden Schächer sowie Maria und Johannes umfasst.